# 獐子松
獐子松（學名：Pinus sylvestris var. mongolica），《中国植物志》誤作樟子松，又名海拉尔松，是欧洲赤松的一个变种，分布在蒙古以及中国大陆的黑龙江、内蒙古等地，生长于海拔400米至900米的地区，多生长在砂地、山脊、向阳山坡及石烁砂土。加格达奇即因此物种而得名。